# Odaxothrissa losera
Odaxothrissa losera és una espècie de peix pertanyent a la família dels clupeids.

## Descripció
- Pot arribar a fer 13 cm de llargària màxima.
- 12-18 radis tous a l'aleta dorsal i 16-27 a l'anal.
- Presenta una franja platejada al llarg dels costats.[5][6]

## Hàbitat
És un peix d'aigua dolça, pelàgic i de clima tropical (3°N-14°S).

## Distribució geogràfica
Es troba a Àfrica: el riu Congo (des de Mbandaka fins a Brazzaville) i els rius del Gabon, la república del Congo i, potser també, Angola.

## Observacions
És inofensiu per als humans.